# Kirschatsch
Kirschatsch (russisch Киржач) ist eine Stadt in der Oblast Wladimir (Russland) mit 29.965 Einwohnern (Stand 14. Oktober 2010).

## Geografie
Die Stadt liegt etwa 125 km westlich der Oblasthauptstadt Wladimir am Kirschatsch, einem linken Nebenfluss der Kljasma im Flusssystem der Wolga.
Kirschatsch ist Verwaltungszentrum des gleichnamigen Rajons.

## Geschichte
Der Ort entstand als Handwerker- und Handelssiedlung (Sloboda) um ein im 14. Jahrhundert gegründetes Kloster (nach verschiedenen Quellen 1332 auf Anweisung des Moskauer Fürsten Iwan Danilowitsch, oder aber von Sergius von Radonesch). Die Benennung erfolgte nach dem gleichnamigen Fluss, abgeleitet vom mordwinischen Wort für links (mokschanisch кяржи/kjarschi; ersjanisch керш/kersch).
Das ursprüngliche Kloster wurde 1764 geschlossen; 1778 erhielt Kirschatsch das Stadtrecht.
Im 19. Jahrhundert war die Stadt für Seidenweberei und Holzschnitzerei bekannt.

### Bevölkerungsentwicklung
| Jahr | Einwohner |
| ---- | --------- |
| 1897 | 4.851     |
| 1939 | 11.596    |
| 1959 | 18.137    |
| 1970 | 21.561    |
| 1979 | 24.122    |
| 1989 | 25.431    |
| 2002 | 22.704    |
| 2010 | 29.965    |

Anmerkung: Volkszählungsdaten

## Kultur und Sehenswürdigkeiten
In der Stadt ist eine Reihe von Bauwerken des 16. bis 17. Jahrhunderts erhalten, darunter das Ensemble des Mariä-Verkündigungs-Klosters (Благовещенский монастырь/Blagoweschtschenski monastyr) mit Mariä-Verkündigungs-Kathedrale (Благовещенский собор/Blagoweschtschenski sobor) und der Erlöserkirche (Спасская церковь/Spasskaja zerkow) von 1656.
Kirschatsch besitzt ein Historisches und Kunstmuseum.
Beim Dorf Nowosjolowo, etwa 20 Kilometer von Kirschatsch entfernt, wurde 1975 ein Obelisk an der Stelle errichtet, an welcher der erste Kosmonaut Juri Gagarin und sein Flugtrainer Wladimir Serjogin 1968 mit einer MiG-15 tödlich verunglückten.

## Wirtschaft und Infrastruktur

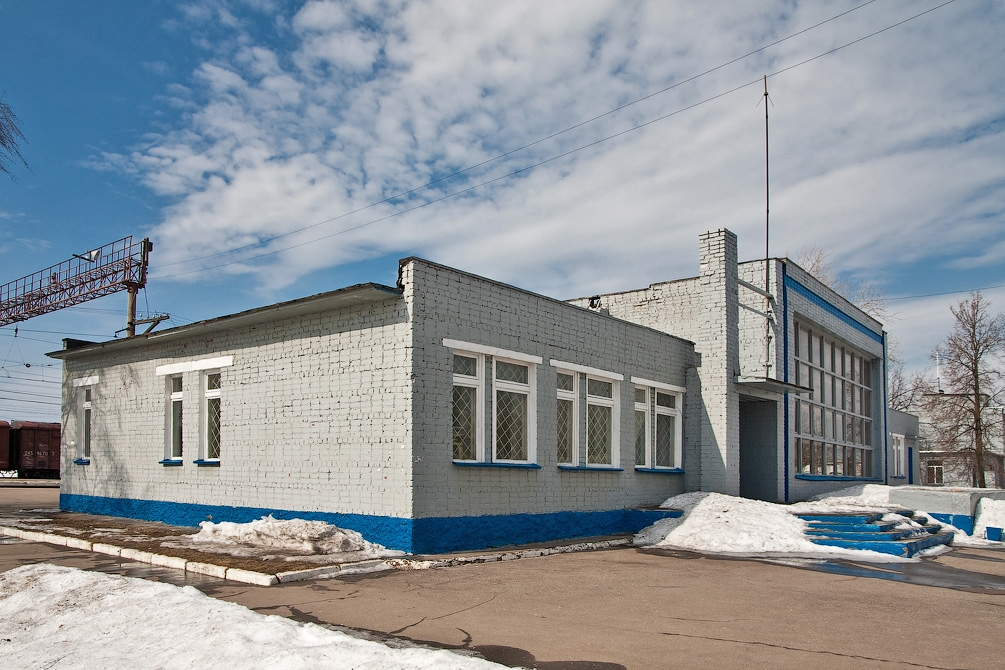
Bahnhof Kirschatsch

In Kirschatsch gibt ein Werk der türkischen Arçelik A.Ş. für Haushaltsgeräte (Waschmaschinen) und Unterhaltungselektronik (Fernseher), ein Werk für Fahrzeugelektrik sowie Betriebe der Textil-, Lebensmittel- und Möbelindustrie.
Die Stadt liegt an der Eisenbahnstrecke Alexandrow/Strunino–Orechowo-Sujewo, dem nordöstlichen Teil des Großen Moskauer Eisenbahnringes.

## Söhne und Töchter der Stadt
- Wladimir Below (* 1984), Schachmeister
- Sergei Bessonow (1892–1941), Politiker